# Here Comes That Sound Again
Here Comes That Sound Again é uma canção de 1979 do grupo britânico de disco music Love De-Luxe with Hawkskaw's Discophonia. Vicki Brown e Jo-Ann Stone foram os vocalistas do single.
A música passou uma semana no topo da Billboard Hot Dance Music/Club Play em meados de 1979, sendo o único hit da banda a atingir o número um nas paradas.
Alguns samplers da música foram usados para a introdução ao single "Rapper's Delight" da Sugarhill Gang. Mais tarde, o refrão da música seria apresentado em outro single da Billboard Dance Club Songs, "That Sound", do Pump Friction, em 1997.
A canção faz parte da trilha-sonora do jogo-eletrônico The Warriors.

## Desempenho nas Paradas Musicais
| Parada Musical (1979)               | Posição | Ref.        |
| ----------------------------------- | ------- | ----------- |
| RPM Disco Playlist                  | 17      | [ 5 ]       |
| Billboard Hot Dance Music/Club Play | 1       | [ 1 ] [ 2 ] |